# Michael Cristofer

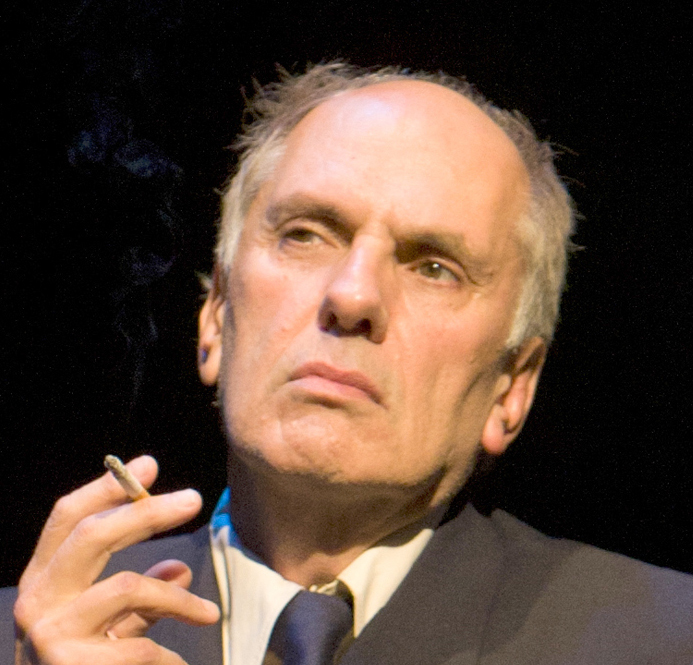
Michael Cristofer, 2011

Michael Cristofer, eigentlich Michael Ivan Procaccino, (* 22. Januar 1945 in Trenton, New Jersey) ist ein US-amerikanischer Filmregisseur, Drehbuchautor und Dramatiker, dessen Theaterstück The Shadow Box 1977 sowohl den Pulitzer-Preis für Theater als auch Tony Award für das Beste Theaterstück erhielt.

## Leben
Michael Cristofer schrieb zahlreiche Theaterstücke wie Americommedia (1972), Plot Counter Plot (1972), The Mandala (1975) und erhielt 1977 für sein 1975 verfasstes Theaterstück The Shadow Box den Pulitzer-Preis für Theater und auch den Tony Award für das beste Theaterstück. In der Folgezeit erschienen die Bühnenwerke Ice (1976), Black Angel (1978), The Lady and the Clarinet (1980), Love Me or Leave Me (1989), Execution of the Caregiver (1993) sowie Amazing Grace (1998).
Daneben begann er Mitte der 1970er Jahre auch mit Rollen als Filmschauspieler und hatte Rollen in The Crazy World of Julius Vrooder (1974), Ein Feind des Volkes (1978), Die Libelle und Stirb langsam: Jetzt erst recht (1995).
Cristofer war auch als Drehbuchautor tätig und verfasste das Drehbuch des Films Fegefeuer der Eitelkeiten von Brian De Palma, für das er allerdings eine Nominierung für die Goldene Himbeere für das Schlechteste Drehbuch erhielt. Zu seinen weiteren Arbeiten gehören die Drehbücher zu den Filmen Der Liebe verfallen von Ulu Grosbard (1984), Die Hexen von Eastwick (1987) von George Miller, Breaking Up von Robert Greenwald (1997), Casanova von Lasse Hallström (2005).
Außerdem war er Regisseur der Filme Gia – Preis der Schönheit mit Angelina Jolie (1998), Body Shots mit Sean Patrick Flanery (1999) und Original Sin mit Antonio Banderas und Angelina Jolie (2001).
2010 war er als Darsteller des Truxton Spangler in der Fernsehserie Rubicon zu sehen, die für den Fernsehsender AMC produziert wurde. Außerdem war er als Nebendarsteller in der Serie Smash zu sehen.

## Filmografie (Auswahl)
Regisseur
- 1998: Gia – Preis der Schönheit (Gia)
- 1999: Body Shots
- 2001: Original Sin
- 2020: The Night Clerk – Ich kann dich sehen (The Night Clerk)
- 2024: The Great Lillian Hall

Drehbuchautor
- 1980: Endstation Malibu (The Shadow Box)
- 1984: Der Liebe verfallen (Falling in Love)
- 1987: Die Hexen von Eastwick (The Witches of Eastwick)
- 1990: Fegefeuer der Eitelkeiten (The Bonfire of the Vanities)
- 1993: Mr. Jones
- 1997: Breaking Up
- 2005: Casanova
- 2009: Georgia O’Keeffe
- 2016: Chuck – Der wahre Rocky (Chuck)
- 2020: The Night Clerk – Ich kann dich sehen (The Night Clerk)

Schauspieler
- 1978: Ein Feind des Volkes (An Enemy of the People)
- 1984: Die Libelle (The Little Drummer Girl)
- 1995: Stirb langsam: Jetzt erst recht (Die Hard: With a Vengeance)
- 2010: Rubicon (Fernsehserie)
- 2012: Suits (Fernsehserie)
- 2012–2013: Smash (Fernsehserie)
- 2015–2019: Mr. Robot (Fernsehserie)
- 2015: The Adderall Diaries
- 2015: Chronic
- 2015: The Girl in the Book
- 2024: Fallout (Fernsehserie)